# Bruno Guimarães
Bruno Guimarães Rodriguez Moura (født 16. november 1997) er en brasiliansk fodboldspiller, som spiller for Premier League-klubben Newcastle United og Brasiliens landshold.

## Klubkarriere

### Audax
Guimarães begyndte sin karriere med Grêmio Osasco Audax Esporte Clube, ofte kendt som Audax, hvor han gjorde sin professionelle debut i 2015.

### Atlético Paranaense
Guimarães skiftede i maj 2017 til Atlético Paranaense på en lejeaftale som blev gjort til en permanent aftale i marts 2018.

### Olympique Lyon
Guimarães skiftede i januar 2020 til Olympique Lyon.

### Newcastle United
Guimarães skiftede i januar 2022 til Newcastle United.

## Landsholdskarriere

### Olympiske landshold
Guimarães var del af Brasiliens trup til Sommer-OL 2020, hvor at Brasilien vandt guld.

### Seniorlandshold
Guimarães debuterede for Brasiliens landshold den 18. november 2020.